# Conus comatosa
Conus comatosa е вид охлюв от семейство Conidae. Видът не е застрашен от изчезване.

## Разпространение и местообитание
Разпространен е във Вануату, Виетнам, Нова Каледония, Провинции в КНР, Соломонови острови, Тайван, Филипини и Япония.
Обитава пясъчните дъна на океани и морета. Среща се на дълбочина от 243,5 до 340 m, при температура на водата от 17,4 до 18 °C и соленост 35,5 – 35,6 ‰.